# Cerro Colorado (Tijuana)
La Delegación Cerro Colorado es una demarcación territorial y administrativa del municipio de Tijuana, en Baja California, México, ubicada al este de la ciudad. Es la segunda más pequeña en extensión territorial después de la delegación centro. Está compuesta principalmente por zonas habitacionales e industriales, aunque ha tenido un auge en la actividad comercial.

## Historia
A mediados del siglo XIX, parte del territorio de lo que ahora es la delegación pertenecía a un rancho llamado Cerro Colorado, de 514 hectáreas y del cual era propietario el Sr. Santiago García desde 1860, recibiendo, posteriormente, el título de propiedad por el presidente Benito Juárez García, en 1863. Solo un dato ha sido rescatado en la historia de algún evento social en dicho rancho, y es la boda entre  Antonio García Valenzuela y Juana Murillo Armas, el 5 de mayo de 1875. Este matrimonio aparecer en el libro de Matrimonios de la Misión de San Diego efectuado en el Cerro Colorado por el padre Antonio D. Ubach. En 1888, Don Santiago García traspasó el rancho, "Cerro Colorado de García" a su hijo, J. Guadalupe García Warner.
En 1900 se formó la Subprefectura Política de Tijuana, de la cual formó parte el Rancho Cerro Colorado junto al rancho de Tijuana, Agua Caliente, La Joya, La Nopalera, San Antonio, Los Mochos, El Monumento, Mesa Redonda, Rosarito, El Descanso, Cueros de Venado, San Vicente, Pozo del Encino, Matanuco, Jesús María, San Isidro, El Morro, El Carrizo, Palo Florido y Valle de las Palmas.
Rubén Robert en 1912, en representación del señor A. H. Frost, vicepresidente del banco Merchants National, de San Diego, California; solicitó a la Secretaría de Fomento Colonización e Industria, la concesión para aprovechar las aguas del arroyo de Tijuana para uso doméstico y de riego en beneficio de los habitantes del pueblo. Propuso construir las presas que fueran necesarias con el objetivo de retener los escurrimientos en el área delimitada al noroeste por el rancho Cerro Colorado; al sur por Cueros de Venado, y al este por el rancho Poza del Encino, sin embargo, el proyecto no prosperó en esa época.
En 1929, tras el fallecimiento de J. Guadalupe García, el rancho pasó a manos de su hijo Guadalupe García Félix y posteriormente comenzó a fraccionarse el rancho para la venta de predios. A fines de 1929 y a mediados de 1930 se comenzó a instalar el campamento por norteamericanos. Empezaron por trazar el camino que originalmente pasaba por el Cerro Colorado, hacia el sitio de construcción de la futura presa.
En 1937, el gobierno de Lázaro Cárdenas expropió algunos terrenos, creando así ejidos, entre ellos, el Ejido Chilpancingo, localizado en lo que actualmente es el borde entre la delegación Cerro Colorado y Otay Centenario, justo en el Arroyo Alamar y algunas colonias cercanas.
El 3 de julio de 1950, el gobierno federal autorizó la venta de 49 hectáreas del extinto "Rancho Cerro Colorado de los García". Sin embargo, un año más tarde, por decreto del presidente Miguel Alemán, se revocó dicho permiso de venta, por lo que algunos terrenos pasaron a manos del gobierno federal.
Tras la expansión de fraccionamientos generado por el incremento de la población y la migración a la ciudad, en 1970 fue autorizada la construcción de la colonia el “Azteca”, a Pedro Genaro King, en 1977 la colonia “Cerro Colorado” a José Rubén Pérez Montañez; y en 1981 las colonias “Guaycura”, “Ampliación Guaycura” y “Cerro Colorado II”. El crecimiento siguió en la década de los 80s con la creación de colonias como “Buenos Aires Norte" y "Buenos Aires Sur”, que en su momento fue parte del Ejido Chilpancingo y que en esa época marcó los límites urbanos de la ciudad.
Originalmente, una parte del espacio que actualmente pertenece a la delegación, pertenecía a la demarcación La Presa. Desde entonces, este distrito ha crecido principalmente como un suburbio de la ahora metrópoli que con el paso de los años se ha transformado.

## Paisaje Urbano

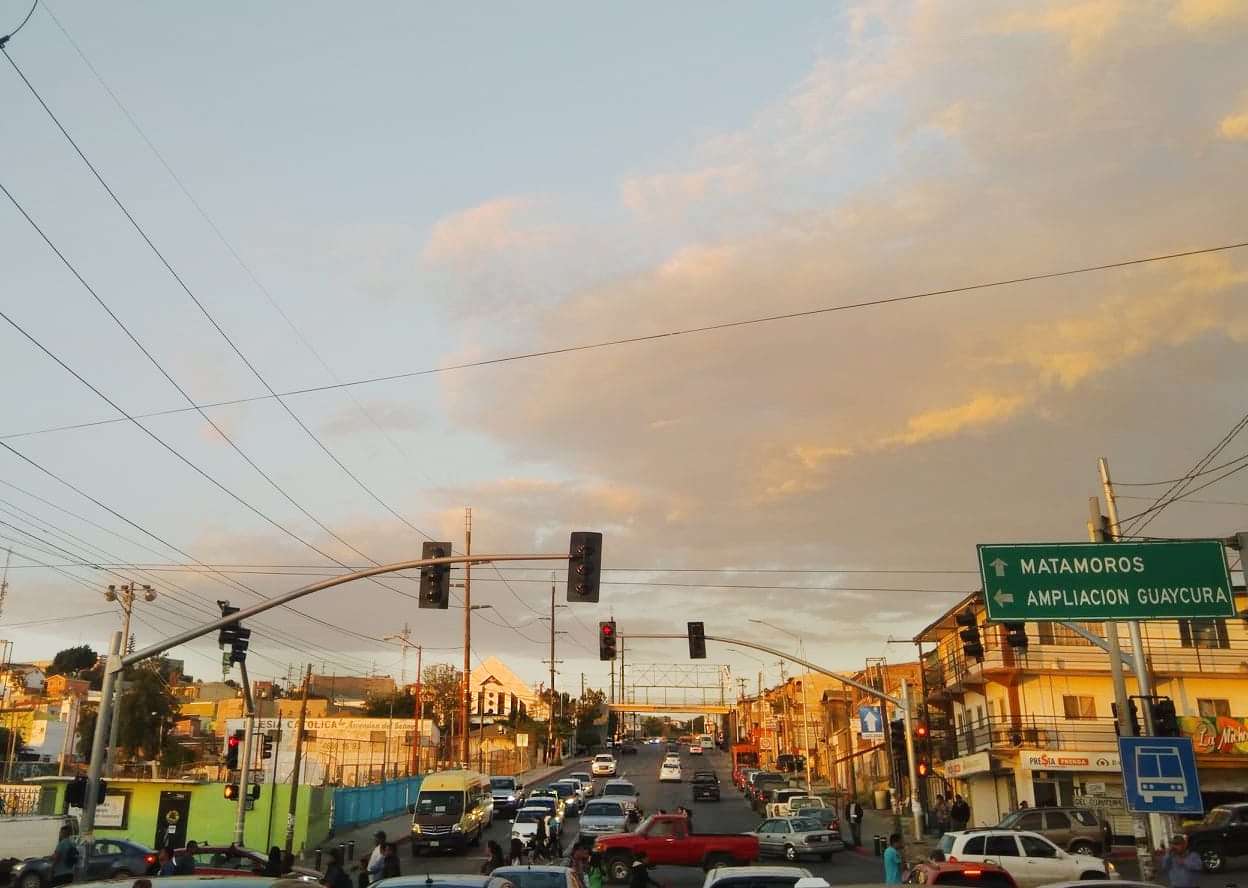
Crucero en la Ampliación Guaycura, una de las colonias más conocidas de la delegación

La delegación Cerro Colorado colinda al norte con la delegación Otay Centenario, al oeste con la delegación La Mesa, al sur con la delegación La Presa Este (Tijuana), y al este con la delegación La Presa A.L.R. (Tijuana).

### Barrios o colonias
A diferencia de otras ciudades en el mundo, los barrios en México son colonias que no cuentan realmente con alguna autoridad gubernamental oficial, aunque en ocasiones se cuenta con alguna junta de colonos. Las colonias más conocidas de la delegación son las siguientes:
Fraccionamiento Praderas de la Mesa, Infonavit Fidel Velázquez, Azteca, Infonavit Presidentes, Buenos Aires Sur, Capistrano, Buenos Aires Norte, Guaycura, Ampliación Guaycura, Las Misiones, Las Américas, Loma Bonita y El Lago, entre otras.

### Lugares de interés
- Estadio Chevron
- Cerro Colorado
- CETYS Universidad
- Estación del SITT
- Club de Niños y Niñas
- Albercas El Vergel
- Nuevo Toreo de Tijuana
- Centro de las Artes Musicales
- Instituto Municipal de Planeación
- Convento de las Hermanas Brigidas
- Zona de Conservación de Charcas Vernales.
- Parque Ampliación Guaycura
- Gimnasio - Auditorio Rodrigo Valle Hernández
- Parque El Lago[11]
- Centro Integrador para el Migrante Carmen Serdán

#### Salud
Entre los espacios dedicados a la salud más destacados de la delegación se encuentran:
- Hospital General Regional n.º 1
- Clínica No.35 del IMSS
- Centro Oncológico Pediátrico
- Secretaría de Salud de Baja California

## Ocio y cultura
La delegación Cerro Colorado es principalmente habitacional, por lo que son pocas las opciones para el ocio y la cultura, ya que estas se encuentran en otras demarcaciones de la ciudad. Sin embargo, ha crecido el número de comercios dedicados al entretenimiento, desde infantiles y familiares hasta bares y discotecas. Así mismo se encuentran en dicha delegación algunas propuestas gastronómicas, además de ser atractivo de servicios automotrices, pues en algunas colonias y sus vialidades principales, existen muchos talleres mecánicos y venta de autos usados.
Entre otra de las actividades que se realizan en la delegación está el senderismo en el Cerro Colorado. Es principalmente los fines de semanas, cuando grupos de personas ascienden hasta la cima de este, ya sea por como actividad recreativa o deportiva.   

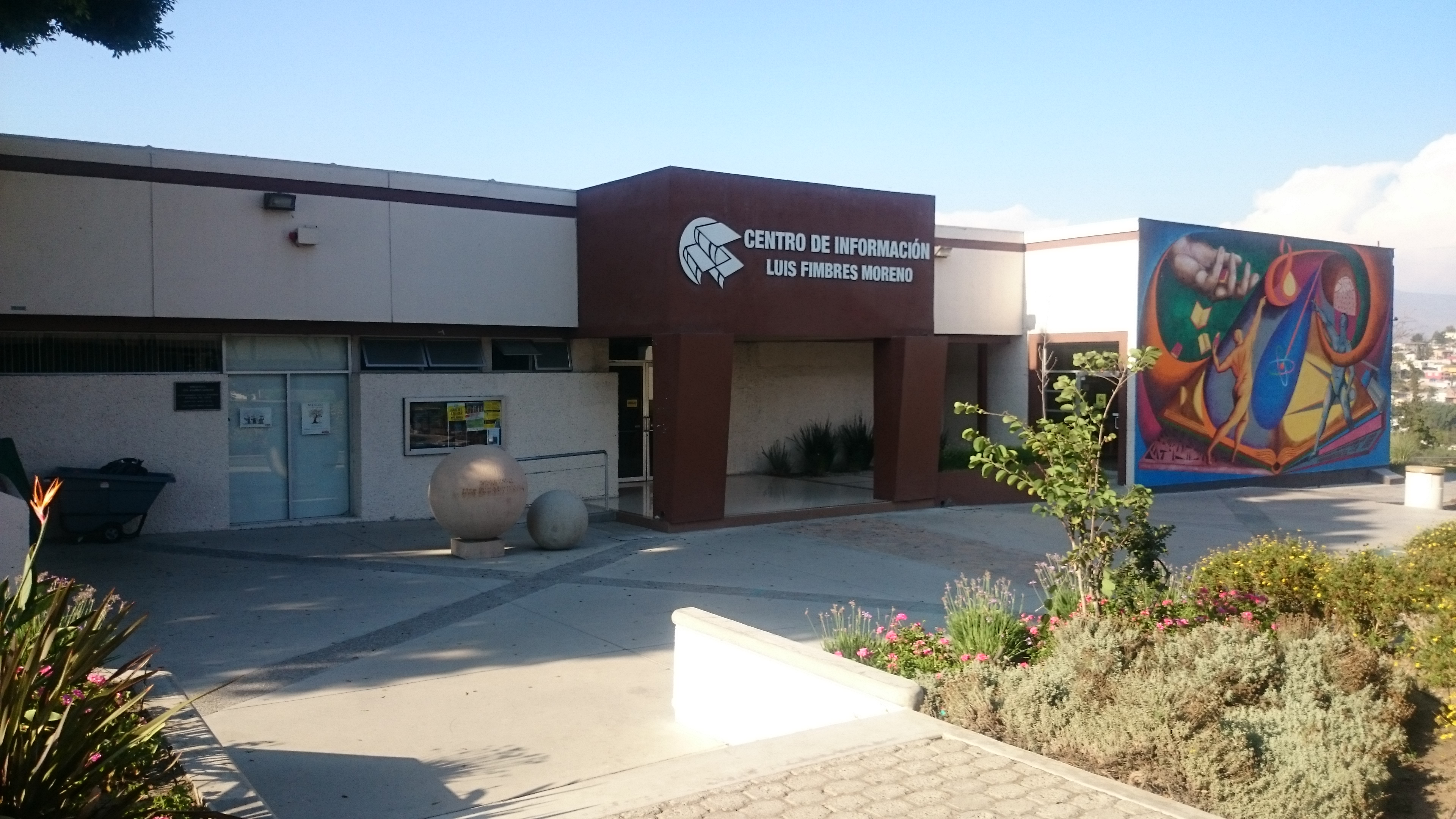
Biblioteca "Luis Fimbres Moreno" en CETYS Universidad

### Cultura
Los cines y teatros en Tijuana son principalmente privados, algunos dedicados a la difusión del cine independiente y otros a la exhibición del cine comercial. La mayoría de los cines establecidos en la zona son de las principales cadenas nacionales.

### Bibliotecas
Tijuana cuenta con un sistema de bibliotecas públicas operadas por el Ayuntamiento de Tijuana a través del Instituto Municipal de Arte y Cultura (IMAC). Algunas de ellas se encuentran en colonias populares. En la delegación Cerro Colorado destacan las siguientes:
- Biblioteca Francisco Javier Clavijero
- Biblioteca Municipal Mariano Matamoros
- Biblioteca Luis Fimbres Moreno

### Zonas comerciales
Es la actividad comercial una de las principales actividades económicas de la delegación pese al dominio de las casas habitación. Aunque en menor cantidad que en el resto de la ciudad, también se concentran algunos centros comerciales, conocidas como “plazas”.
- Plaza Monarca
- Plaza Colorado
- Paseo Matamoros
- Plaza Insurgentes

## Movilidad
La delegación sirve de conexión para quienes viven desean transitar hacia el este y sur de la ciudad. Contorna el Cerro Colorado a través de Bulevar Insurgentes. Los bulevares Cucapah y Casablanca, conectan La Mesa con La Presa, por lo que son sus principales vialidades. Otras vialidades secundarias son: Paseo Cochimíes y Paseo del Guaycura, así como la Ruta Javier Mina.